# Reichenberg (Bajorország)
Reichenberg település Németországban, azon belül Bajorországban. Lakosainak száma 4228 fő (2023. december 31.). Reichenberg Geroldshausen, Giebelstadt, Winterhausen, Würzburg, Ochsenfurt és Guttenberger Wald községekkel határos.

## Népesség
A település népessége az elmúlt években az alábbi módon változott:
| Lakosok száma | 546  | 1401 | 1915 | 3732 | 3949 | 4060 | 4035 | 4115 | 4191 | 4228 |
|               | 1875 | 1950 | 1975 | 1987 | 2012 | 2014 | 2016 | 2017 | 2021 | 2023 |